# Arthur John Newman Tremearne
Arthur John Newman Tremearne, bekannter unter dem Kürzel A. J. N. Tremearne, (* 1877 in Melbourne; † 1915) war ein britischer Major, Ethnologe und Afrikaforscher. Er schrieb wichtige ethnographische Werke über die Bewohner des nördlichen Nigeria und die Hausa.
Als ethnologischer Klassiker gilt sein Werk The Ban of the Bori. Demons and demon-dancing in West and North-Africa über den traditionellen Besessenheitskult der Hausa.

## Werke
- The tailed head-hunters of Nigeria: an account of an official's seven years experiences in the Northern Nigerian Pagan Belt; and a description of the manners, habits, and customs of the native tribes. London 1912
- Hausa superstitions and customs: an introduction to the Folk-Lore and the Folk. London 1913. (PDF-Datei; 62 MB)
- Some Austral-African notes and anecdotes. John Bale Sons & Danielsson, London 1913.
- The Ban of the Bori. Demons and demon-dancing in West and North-Africa. London 1914. Digitalisat Neuauflage: Frank Cass Publishers, London 1968.
- Beitrag in Georg Buschan (Hrsg.): Die Sitten der Völker. Bd. 2, Union Deutsche Verlagsges., Stuttgart um 1920.